# 广州民航职业技术学院
广州民航职业技术学院，是交通运输部中国民用航空局直属的的第一所民航相关专业的高等职业教育院校。
广州民航职业技术学院直属中国民用航空局，是民航内最早一所独立设置实施高等职业教育的全日制公办普通高校。学校1994年被国家教育部确定为全国首批十所试办五年制高职教育的学校之一；1999年经教育部、民航局批准成立；2010年被教育部、财政部确定为国家示范性高等职业院校，是全国百所、广东省四所之一，民航唯一一所国家示范性高等职业院校；2013年正式成为民航局与广东省“省部共建”院校；2016年被广东省教育厅、财政厅确定为“广东省一流高职院校建设计划立项建设单位”。
　　学校“立足民航，服务地方，面向世界”，坚持职业教育类型的办学定位，在全国率先提出并实施了基于行业标准的技术技能人才培养模式，形成了“依托行业、产学合作、双师双证、国际通用”的办学特色。
　　现有机场路校区、白云机场校区、花都赤坭校区三个校区，共占地1112亩。现有固定资产总值约12.8亿元，其中，教学、科研仪器设备资产值约2.8亿元，29架大中小型教学用飞机，140台飞机发动机，5万多台（件）飞机零部件和一大批专业设备。
　　教职工规模719人，其中，专任教师574人，具有硕士以上学位的教师474人，占专任教师比例为82.6%；具有双师素质的专业教师339人，占专业课教师数的比例为88.5%；持有各类民航行业特有工种职业资格证书、职业技能鉴定考评员及教员证书、其他工种职业资格证书的专任教师比例为62.7%。
　　下设飞机维修工程学院、航空港管理学院、民航经营管理学院、人文社科学院、继续教育学院、马克思主义学院六个二级学院。面向31个省、市、自治区招生，现有23个专业33个专业方向，覆盖了民航维修和服务的关键岗位，在校生1.2余万人。新生报到率、毕业生就业率、专业对口率等方面均走在同类院校前列，其中，飞机机电设备维修、飞机结构修理、航空电子设备维修、航空地面设备维修、通用航空器维修等民航特有专业对口率均超过90%，优秀毕业生已成为技术骨干与管理人才。
　　以现代民用航空体系和航空产业链建设需求为导向，以飞机维修、民航运输等民航特有专业岗位（群）核心能力培养为主线，创新了“课证一体、中外融通、校企融合”的民航特有专业人才培养模式。制定了基于行业标准的民航特有专业课程教学标准，做到“行业标准入体系、职业标准入课程”，与民航行业企业合作共建民航飞机维修工程、航空港安全检查、航空服务、通用航空等民航特有专业的校企共享型“公共实训平台”，为全国其他院校的民航专业教学起到引领作用。
　　不断加强与美国、英国、加拿大、新加坡、香港等境外院校和航空企业合作，提升办学国际化水平；与斯里兰卡等“一带一路”沿线国家开展民航职业教育合作，实现教育资源对外输出；先后与美国西敏学院、马来西亚建设大学、台湾中华科技大学开展本科层次职业教育合作，搭建人才成长“立交桥”，实现民航职业教育体系中外衔接；通过国际合作与对外交流，促进了人才培养标准、师资、教材和管理国际化，实现了学校教育与国际接轨，提升了民航职业教育软实力。
学校现共有3个校区:
- 主校区(机场路校区):位于白云机场原址
- 综合实训基地(白云机场校区):位于白云机场北工作区

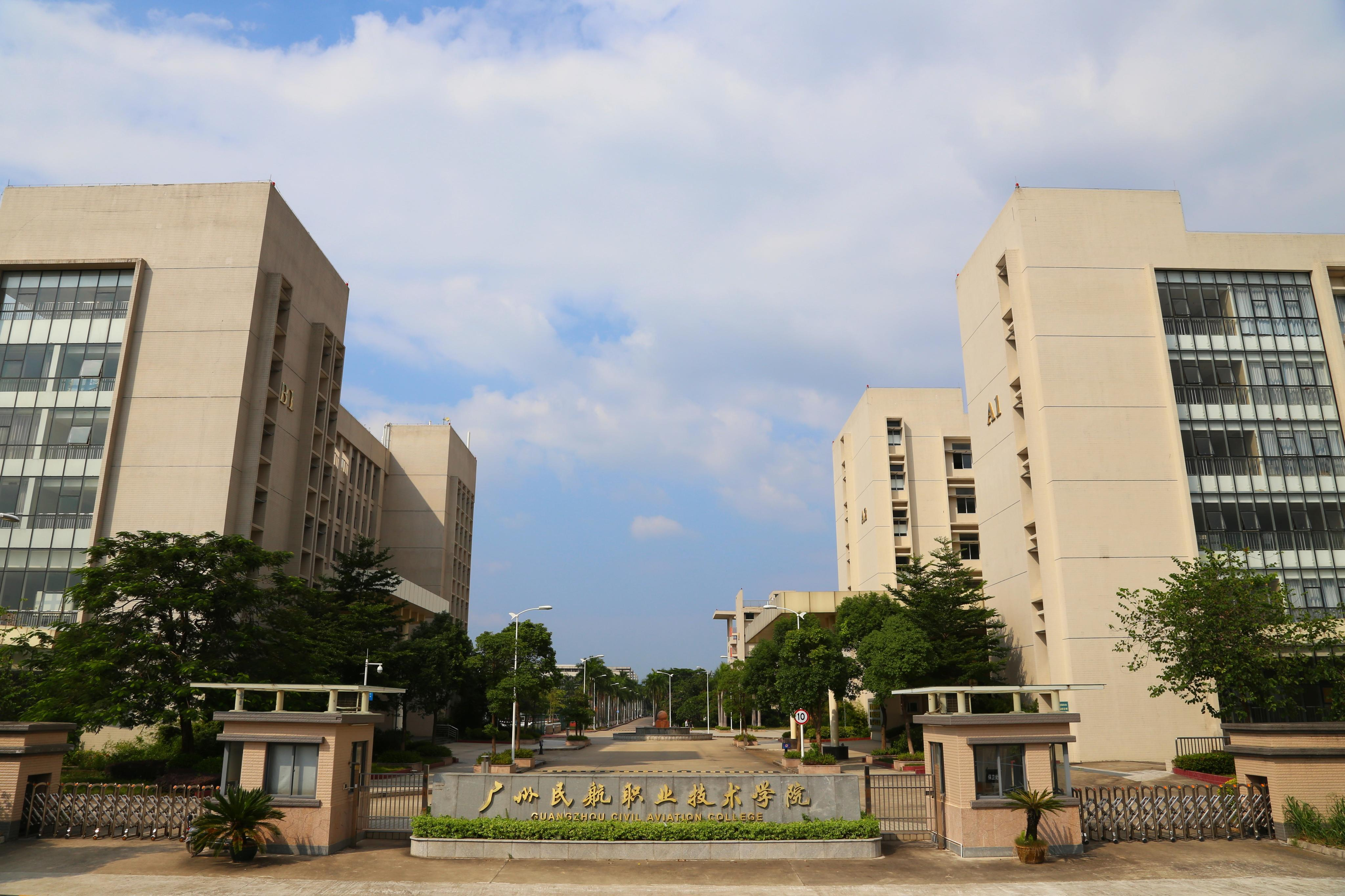
广州民航职业技术学院白云机场校区南门

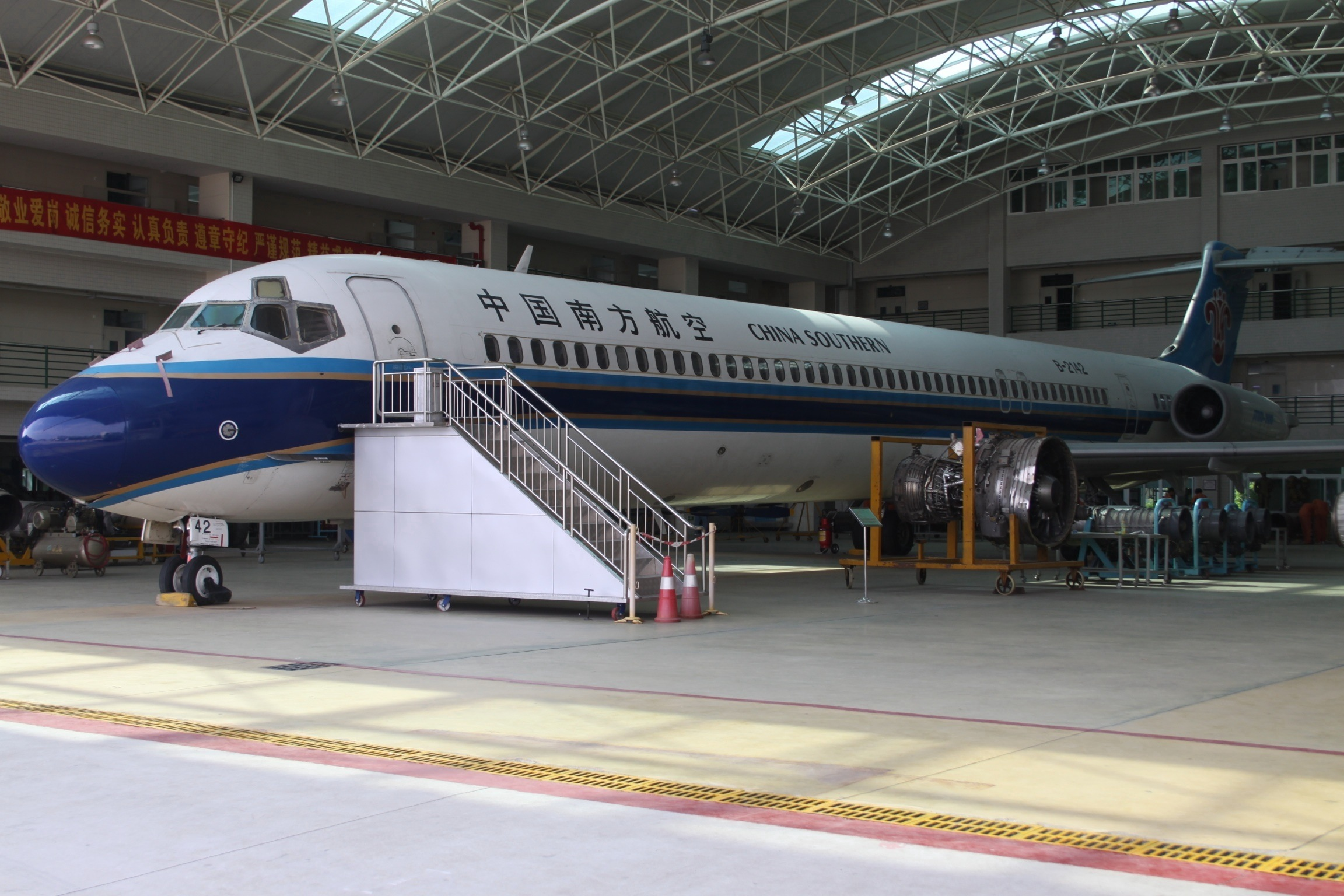
中国南方航空的MD-82（编号B-2142），退役后于广州民航职业技术学院白云机场校区内作实训教具用

- 花都赤坭校区:位于花都区赤坭镇岭西大道1号(二期工程建设中)

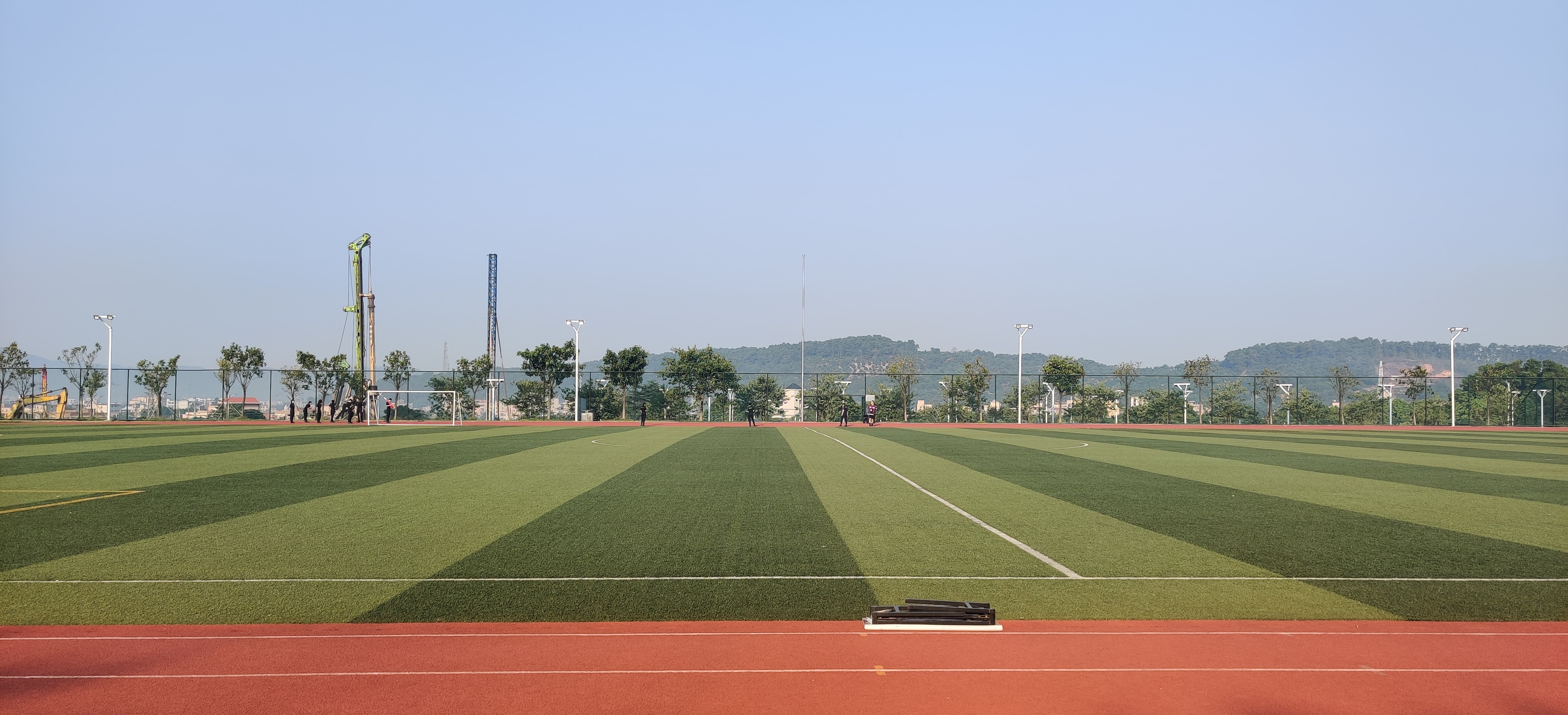
广州民航职业技术学院(花都赤坭校区)操场